# Spooner (Wisconsin)
Spooner ist eine Kleinstadt (mit dem Status „City“) im Washburn County im US-amerikanischen Bundesstaat Wisconsin. Im Jahr 2010 hatte Spooner 2682 Einwohner.

## Geografie
Spooner liegt im Nordwesten Wisconsins beiderseits des Yellow River, der über den Saint Croix River zum Stromgebiet des Mississippi gehört. Die vom Saint Croix River gebildete Grenze zu Minnesota verläuft rund 60 km westlich.
Die geografischen Koordinaten von Spooner sind 45°44′22″ nördlicher Breite und 91°55′32″ westlicher Länge. Das Stadtgebiet erstreckt sich über eine Fläche von 9,12 km², die sich auf 8,52 km² Land- und 0,6 km² Wasserfläche verteilen. 
Die Nachbarorte von Spooner sind Trego (11 km nordnordöstlich), Stone Lake (29 km östlich), Sarona (16 km südsüdöstlich), Shell Lake (10 km südsüdwestlich) und Hertel (23 km westlich).
Die nächstgelegenen größeren Städte sind Duluth am Oberen See in Minnesota (121 km nördlich), Wausau (264 km ostsüdöstlich), Green Bay am Michigansee (413 km in der gleichen Richtung), Wisconsins Hauptstadt Madison (412 km südöstlich), Eau Claire (131 km südsüdwestlich) und die Twin Cities (Minneapolis und Saint Paul) in Minnesota (165 km südwestlich).

## Verkehr
Der vierspurig ausgebaute U.S. Highway 53 verläuft in Nord-Süd-Richtung entlang der östlichen Stadtgrenze. Durch das Zentrum von Spooner führt der U.S. Highway 63 als Hauptstraße und kreuzt am südlichen Rand des Zentrums den Wisconsin State Highway 70. Alle weiteren Straßen sind untergeordnete Landstraßen, teils unbefestigte Fahrwege sowie innerörtliche Verbindungsstraßen.
In Nord-Süd-Richtung verläuft auf der Trasse einer ehemaligen Eisenbahnstrecke mit dem Wild Rivers State Trail ein Rail Trail für Wanderer, Reiter und Radfahrer. Der Weg kann außerdem mit Quads benutzt werden. Im Winter kann der Wanderweg auch mit Langlaufski und Schneemobilen befahren werden.
Mit dem Shell Lake Municipal Airport befindet sich 11 km südsüdwestlich ein kleiner Flugplatz. Die nächsten Verkehrsflughäfen sind der Duluth International Airport (130 km nördlich), der Chippewa Valley Regional Airport in Eau Claire (126 km südsüdwestlich) und der Minneapolis-Saint Paul International Airport (180 km südwestlich).

## Bevölkerung
Nach der Volkszählung im Jahr 2010 lebten in Spooner 2682 Menschen in 1180 Haushalten. Die Bevölkerungsdichte betrug 314,8 Einwohner pro Quadratkilometer. In den 1180 Haushalten lebten statistisch je 2,18 Personen. 
Ethnisch betrachtet setzte sich die Bevölkerung zusammen aus 95,1 Prozent Weißen, 0,3 Prozent Afroamerikanern, 1,9 Prozent amerikanischen Ureinwohnern, 0,7 Prozent Asiaten sowie 0,1 Prozent aus anderen ethnischen Gruppen; 1,9 Prozent stammten von zwei oder mehr Ethnien ab. Unabhängig von der ethnischen Zugehörigkeit waren 1,3 Prozent der Bevölkerung spanischer oder lateinamerikanischer Abstammung. 
23,9 Prozent der Bevölkerung waren unter 18 Jahre alt, 54,6 Prozent waren zwischen 18 und 64 und 21,5 Prozent waren 65 Jahre oder älter. 54,4 Prozent der Bevölkerung waren weiblich.
Das mittlere jährliche Einkommen eines Haushalts lag bei 27.240 USD. Das Pro-Kopf-Einkommen betrug 18.290 USD. 22,4 Prozent der Einwohner lebten unterhalb der Armutsgrenze.